# Кафява токсостома
Кафява токсостома (Toxostoma rufum) е вид птица от семейство Mimidae. Видът е незастрашен от изчезване.

## Разпространение
Разпространен е в Бахамски острови, Бермудски острови, Канада, Куба, Мексико, Търкс и Кайкос и САЩ.